# Trygve Lund Guttormsen
Trygve Lund Guttormsen, född 20 juli 1933, död 6 november 2012, var en norsk-samisk bildkonstnär och lokalpolitiker i Máze i Kautokeino kommun i Finnmarks fylke i Norge. 
Trygve Lund Guttormsen växte upp i Kåfjord i Alta kommun. Under andra världskriget evakuerades familjen först till Mo i Rana och senare till Nesodden, där de bodde till 1948. Han utbildade sig först på folkhögskola och därefter på realskola och gymnasium i Alta, och senare på Kristelig Gymnasium i Oslo. År 1957-58 började han som lärare i Alta, där han senare fullföljde lärarskola och examinerades 1961.
Som bildkonstnär var Trygve Lund Guttormsen självlärd. Han var en av initiativtagarna till den så kallade Masi-gruppen år 1978, vilken representerade en nyorientering och internationalisering inom samisk konst. Han var en ledande aktivist i det samiska motståndet under Alta-konflikten. 
Trygve Lund Guttormsen var den som upptäckte Norska Älv- och Energimyndighetens (NVE Norges vassdrags- og energidirektorat) planer på att dämma upp Altaälven år 1970. Detta hände när byn Máze såg över sitt kloaksystem. Trygve begärde ut karta från myndigheten och på älvdalens sidor fann han tjocka streck. När han frågade myndigheten om vad strecken innebar fick han svaret att det var den av myndigheten planerade vattennivån efter uppdämning. Trygve skyndade sig då att organisera motståndet för att rädda byn. Därför var han med och bildade och även blev styrelsemedlem i Aksjonskomitéen mot neddemingen av Masi.
Trygve Lund Guttormsen var rektor på skolan i Máze/Mási i tolv år och medlem av kommunstyrelsen i Kautokeino kommun under ett tjugotal år. 
Han var aktiv medlem i Samisk kunstnerforbund, för vilken han också var ordförande och senare hedersmedlem i. Han var också ordförande för Samisk kunstnersenter under en period.